# Knut Brynildsen
Knut Brynildsen (Fredrikstad, 23 de julho de 1917 - 15 de janeiro de 1986) foi um futebolista norueguês.

## Carreira
Knut Brynildsen fez parte do elenco da Seleção Norueguesa de Futebol, na Copa do Mundo de 1938.

## Ligações Externas
- Perfil em Fifa.com (em inglês)